# Guillermo Martínez (schrijver)

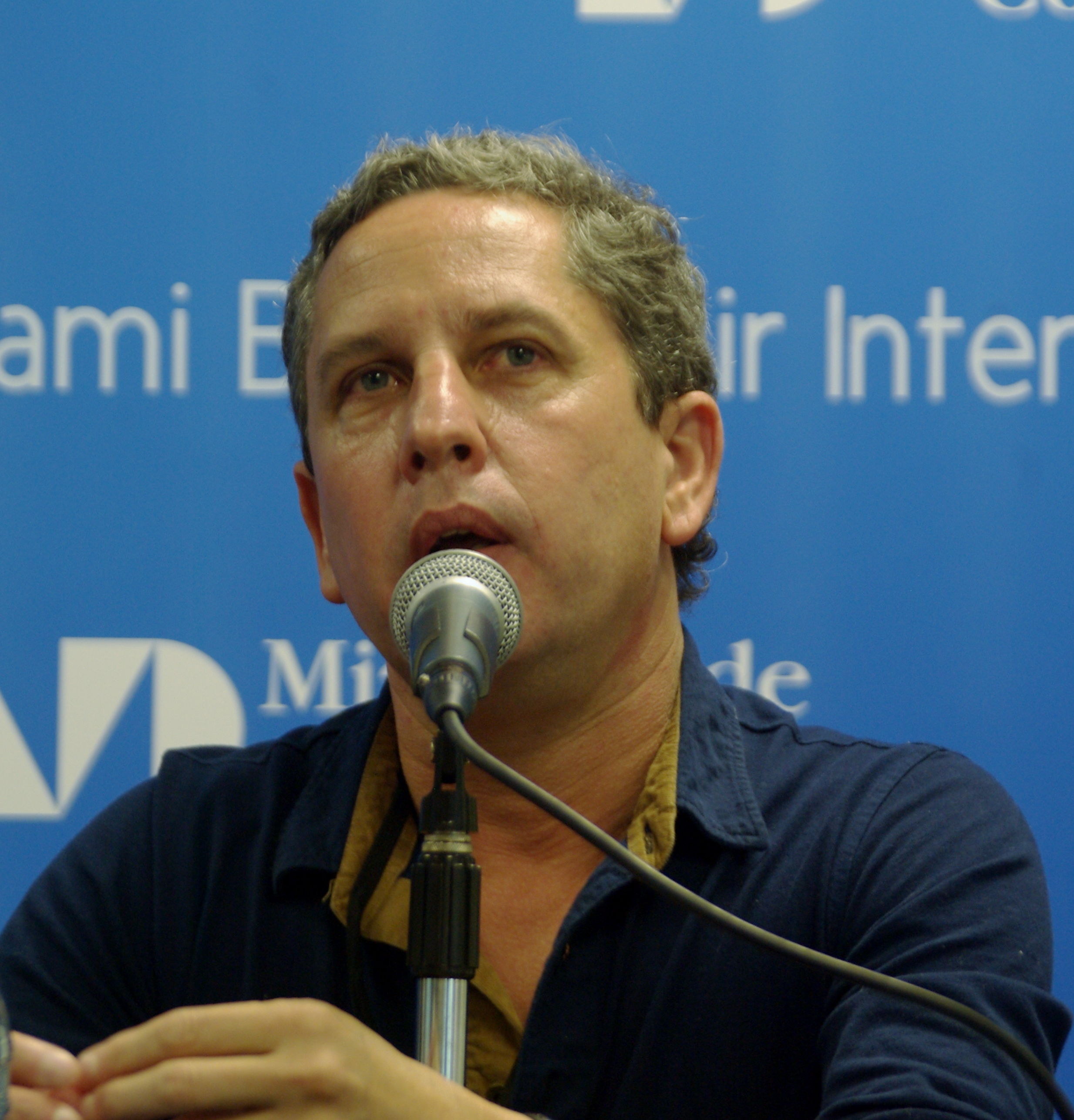
Guillermo Martínez, Miami Book Fair International, 2014

Guillermo Martínez (Bahía Blanca, 29 juli 1962) is een Argentijns wiskundige en schrijver.
Hij behaalde zijna PhD in mathematische logica aan de Universiteit van Buenos Aires. Hierna werkte hij voor twee jaar als postdoc aan het Mathematical Institute van de Universiteit van Oxford. Zijn eerste boek was de korte verhalenbundel La jungla sin bestias. In 1989 kreeg hij voor zijn verhalenbundel Infierno Grande de Argentijnse Roberto Arlt prijs. Zijn meest succesvolle roman is Crímenes imperceptibles, geschreven in 2003. In datzelfde jaar werd hem daarvoor de Planeta Prijs toegekend. Het boek is vertaald in 35 talen, en is ook verfilmd, The Oxford Murders, in 2008, door Álex de la Iglesia. Veel essays van zijn hand (in het Spaans) zijn te vinden op zijn webpagina.